# مشاش جرود
مشاش جرود مركز في منطقة القصيم في السعودية، وهو مركز فئة (ب) ويتبع إداريًا محافظة البكيرية.

## الموقع الجغرافي
يقع مركز مشاش جرود في الجزء الشمالي لمنطقة القصيم، ويبعد عن مدينة بريدة مقر إمارة منطقة القصيم 113 كيلومتر، وعن محافظة البكيرية 135 كيلومتر، ويبعد عن مركز كحلة 25 كيلومتر، ويبعد عن منطقة حائل 13 كيلومتر تقريبًا.

## الخدمات الحكومية
يوجد في مشاش جرود بعض الخدمات الحكومية ومنها:
- إمارة مركز مشاش جرود.
- مركز صحي. (تأسس عام 2016).[3]
- مكتب البريد السعودي.
- مدرسة ابتدائية ومتوسطة (للبنين).[6]
- مدرسة ابتدائية (للبنات).[5]

## السكان
يبلغ عدد سكان مركز مشاش جرود 1500 نسمة، وسكانه العريمات من قبيلة مزينة. 

## رئيس المركز
رئيس مركز مشاش جرود هو بدر بن سعد بن جرود العريمة المزيني.

## المناخ
مناخ صحراوي، حار جاف صيفًا، بارد ممطر شتاءً، وتبلغ درجة الحرارة صيفًا 45 درجة مئوية، وفي الشتاء تصل إلى ما دون الصفر.